# Lore Plietzsch
Lore Plietzsch (* 18. September 1930 in Altenburg) ist eine deutsche Bildhauerin.

## Leben
Lore Plietzsch studierte von 1947 bis 1952 an der Hochschule für Baukunst und bildende Künste Weimar, unter anderem bei Siegfried Tschierschky. Anschließend war sie Meisterschülerin von Fritz Cremer an der Akademie der Künste der DDR. Ab 1956 arbeitete sie freischaffend in Berlin.
Bereits 1962 wurde geplant, ein Mahnmal für das KZ Ravensbrück durch Lore Plietzsch ausführen zu lassen; der Auftrag ging aber schließlich an Will Lammert und Fritz Cremer.

## Werke
- 1956: Büste Franz Mehring, Bronze (Guss Seiler & Siebert, Schöneiche bei Berlin), 57 × 50 × 30 cm, Kunstbesitz der Universität Leipzig Inv.-Nr. 3089/90
- 1959/1962: Stehende (mehrere Abgüsse); Plastik-Park Leuna, 38,5 cm hoch[2]
- 1960: Ungarischer Brunnen auf dem Hof einer Schule im Rosenfelder Ring, Berlin-Friedrichsfelde[3]
- 1964: Mutter mit Kind, Berlin-Prenzlauer Berg
- 1970: Bronzefigur Schwimmerin, Bernau bei Berlin, Ausstellung „Kunstraum Innenstadt – Skulpturensammlung der Waldsiedlung Bernau“[4]
- 1979: Spielende Kinder, Rostock bei der Marienkirche
- 1982, 1991: Mutter mit Kind, 1982 Fertigstellung der Gussmodelle; 1991 Aufstellung; Fichtelbergstraße 18, 20, Berlin-Marzahn[5]
- 1991: Sitzende, Fichtelbergstraße, Berlin-Marzahn[6]
- 1982, 1992: Flötenspielende Kinder, 1982 Fertigstellung der Gussmodelle; 1992 Aufstellung; Fichtelbergstraße 28, Berlin-Marzahn[5]
- Flötenspielerin, Elsa-Brändström-Straße 33–36, Berlin-Pankow
- 2015: Büsten Fanny Hensel und Felix Mendelssohn Bartholdy, Bronze (Guss Bildgießerei Seiler, Schöneiche bei Berlin), Jägerstraße 51, vor der Mendelssohn-Remise, Berlin-Mitte

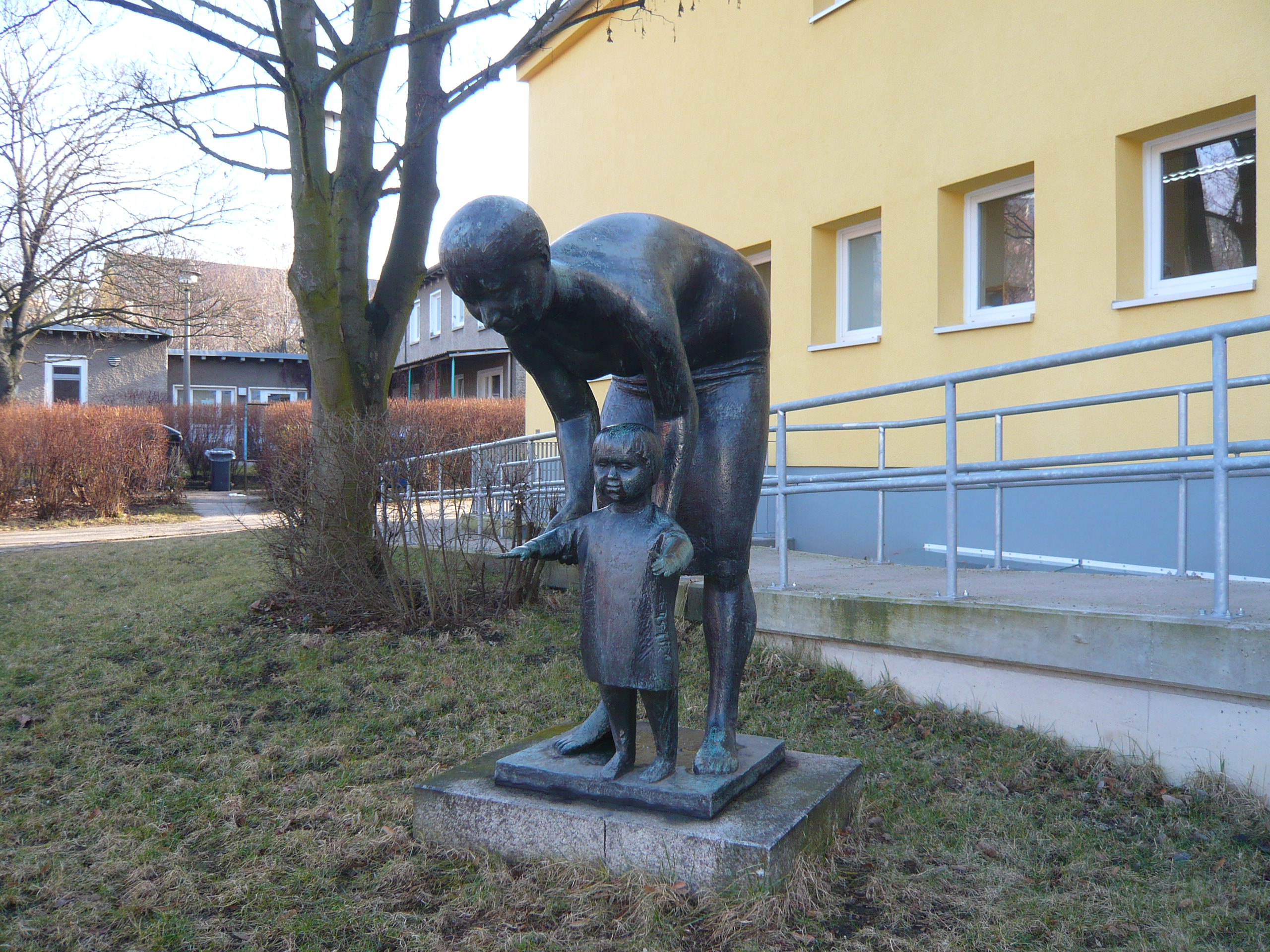
Mutter mit Kind in Berlin-Prenzlauer Berg, 1964
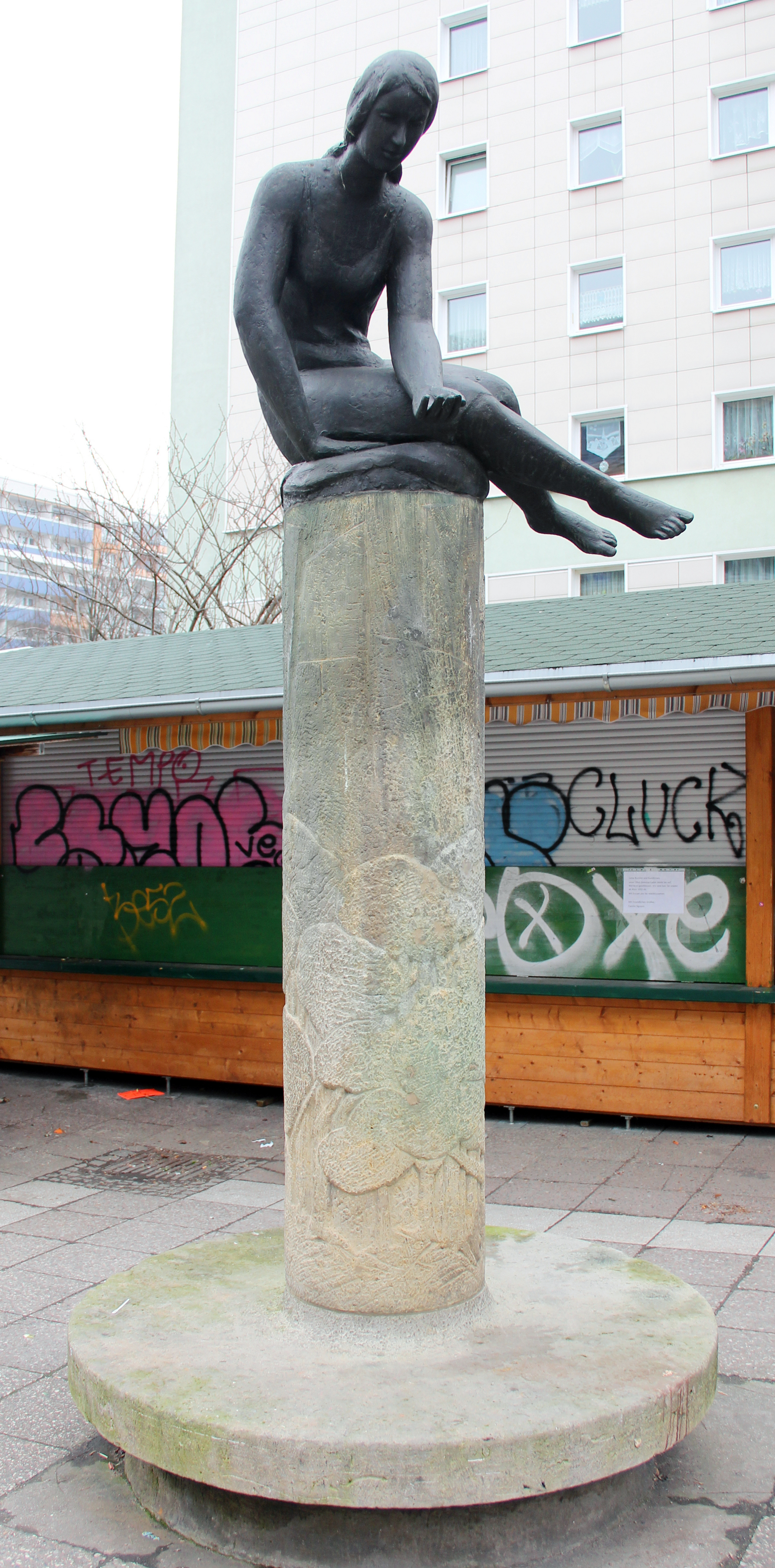
Loreleidenkmal in Berlin-Mitte, 1973
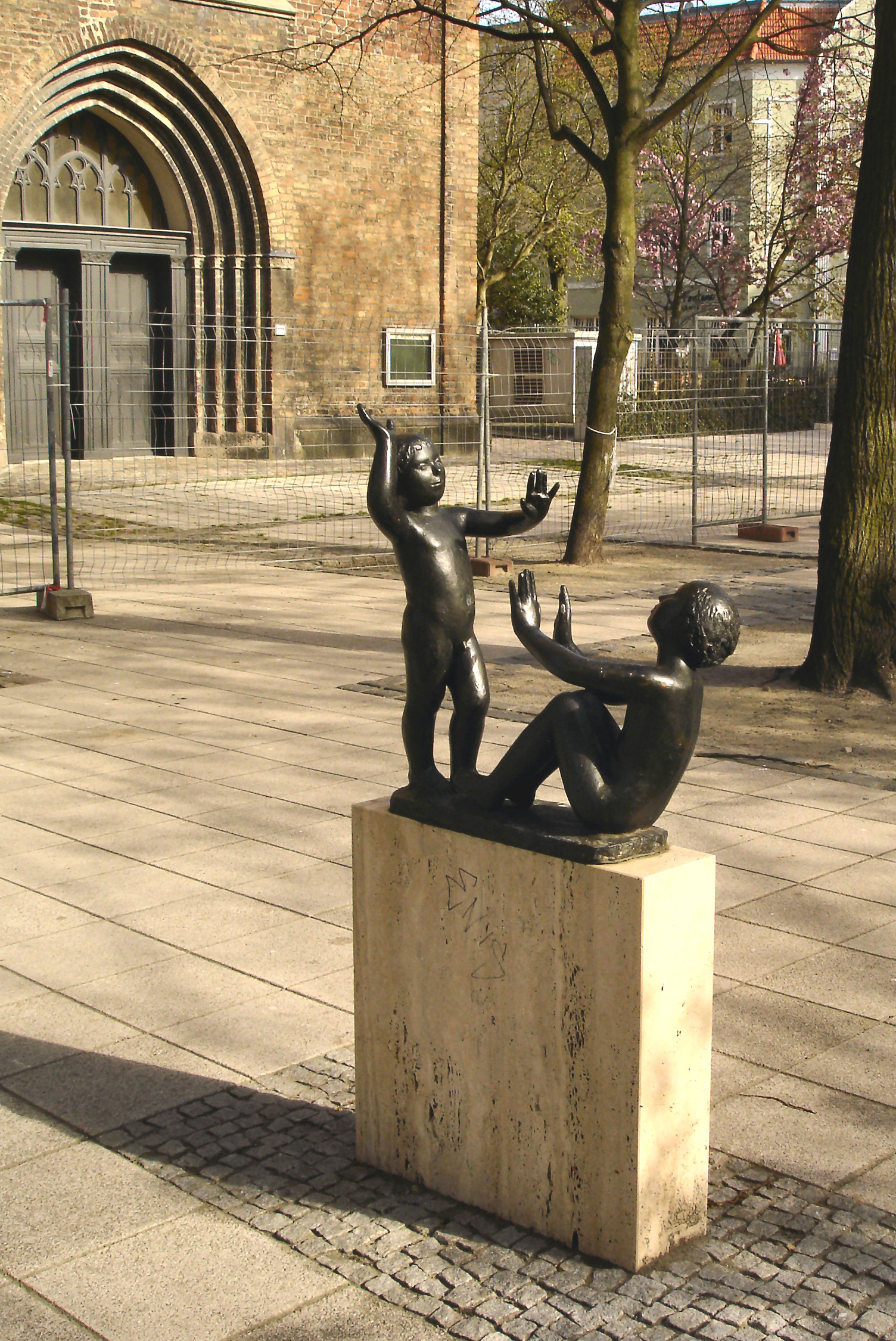
Spielende Kinder in Rostock, 1979
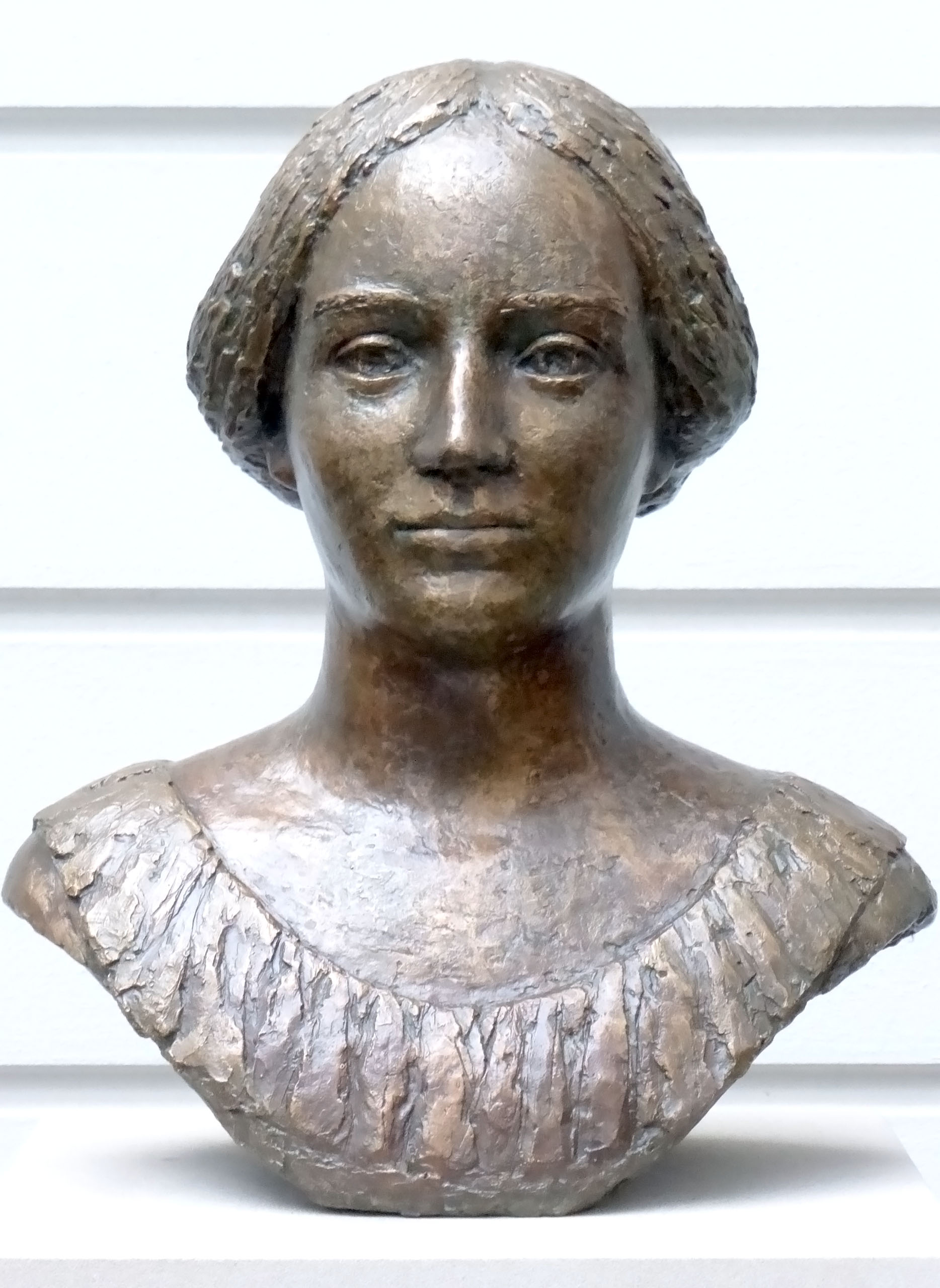
Büste Fanny Hensel vor der Mendelssohn-Remise in Berlin-Mitte, 2015
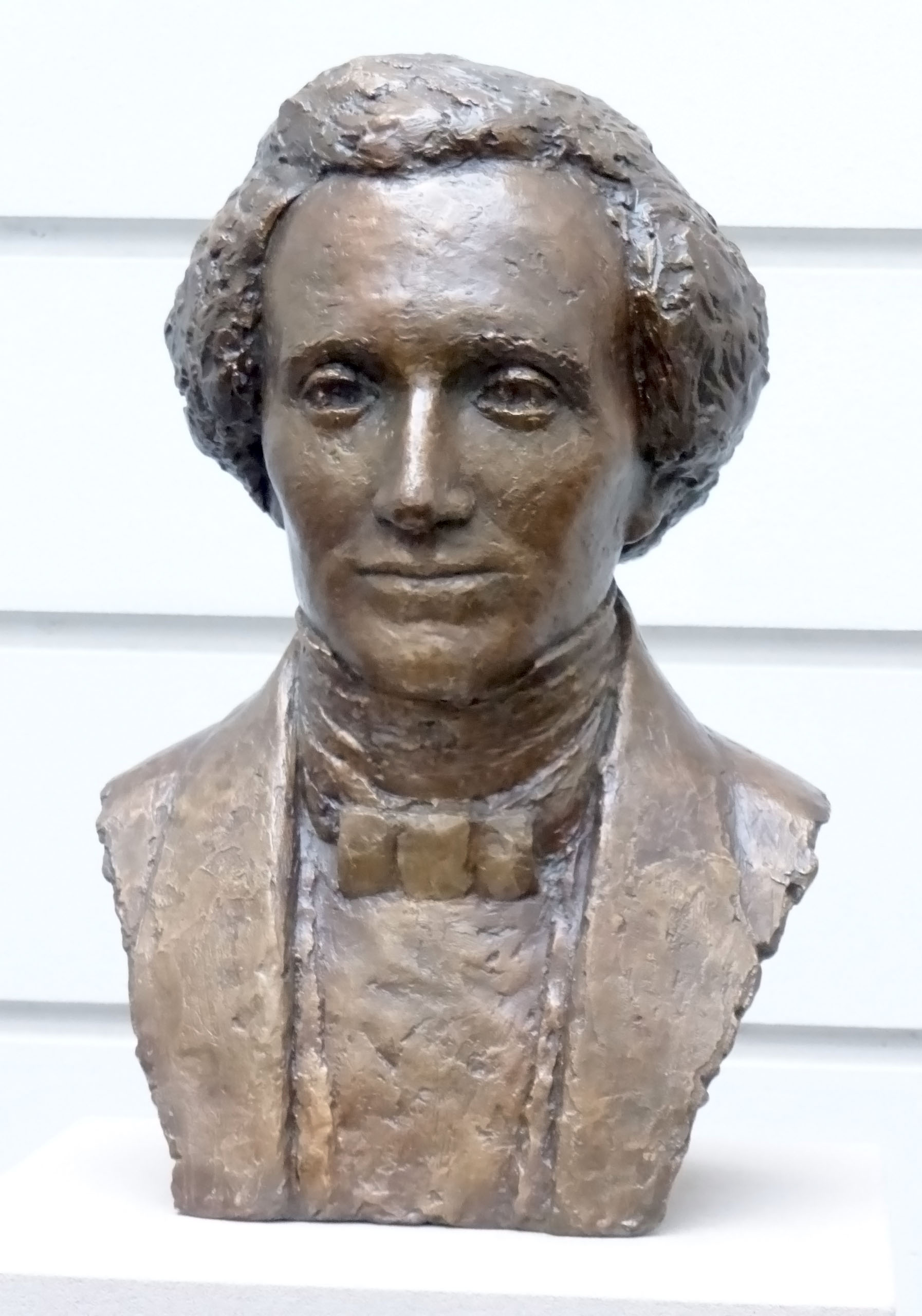
Büste Felix Mendelssohn Bartholdy vor der Mendelssohn-Remise in Berlin-Mitte, 2015

## Ausstellungen (unvollständig)

### Einzelausstellungen
- 1962: Eisenach, Thüringer Museum
- 1965: Berlin, Galerie im Turm (mit Ingeborg Millies-Flierl)
- 1982: Weimar, Galerie im Cranachhaus (mit Horst Jährling)
- 2018: Rangsdorf, Galerie Kunstflügel (mit Karla Woisnitza)[7]

### Ausstellungsbeteiligungen
- 1952: Bautzen, Görlitz und Zittau („Berliner Künstler“)

- 1957: Berlin, Ausstellungspavillon Werderstraße („Junge Künstler der DDR“)
- 1958 bis 1988: Dresden, Vierte Deutsche Kunstausstellung bis X. Kunstausstellung der DDR
- 1970: Linz, Galerie der Stadt Linz („Berliner Bildhauer“; mit weiteren 14 Bildhauern)
- 1975: Wanderausstellung „Kleinplastik und Grafik“
- 1975 bis 1989: Berlin, sechs Bezirkskunstausstellungen
- 1979: Weimar, Kunsthalle am Theaterplatz („SPEKTRUM“)
- 1980: Berlin, Ausstellungszentrum am Fernsehturm („Retrospektive Berlin“)
- 1987: Dresden, Galerie Rähnitzgasse („Wirklichkeit und Bildhauerzeichnung“)
- 2006: Berlin, Galerie am Gendarmenmarkt („Fünf Meisterschüler der Akademie der Künste Berlin“)